# جانین آنیس
جانین آنیِس (اسپانیایی: Jeanine Áñez‎؛ زادهٔ ۱۳ ژوئن ۱۹۶۷) یک  حقوقدان، سیاستمدار و مجری تلویزیون اهل کشور بولیوی است. او از نوامبر ۲۰۱۹ تا نوامبر ۲۰۲۰ به‌عنوان شصت و ششمین رئیس‌جمهور بولیوی خدمت کرده است. وی پیش از رسیدن به مقام ریاست‌جمهوری بین سال‌های ۲۰۱۰ تا ۲۰۱۴ و ۲۰۱۵ تا ۲۰۱۹ به‌عنوان نماینده استان بنی در مجلس سنای بولیوی عضویت داشته است.
او در سال ۲۰۱۵ به عنوان نایب رئیس دوم اتاق سناتورهای مجلس اعلای بولیوی انتخاب شد، به شیوه ای مناقشه آمیز از ۱۲ نوامبر ۲۰۱۹، پس از استعفای بحث‌برانگیز اوو مورالس بر جای او قرار گرفت.
او در طول مدت مسئولیت خود با انتقادهایی در مورد مدیریت کشور و مسئله آزادی‌ها و همچنین همه‌گیری کووید-۱۹ و پیامدهای اقتصادی آن مواجه شد. او پس از به دست گرفتن قدرت متعهد شد که نامزد نشود و نامزدی خود را برای انتخابات ریاست جمهوری ۲۰۲۰ پس گرفت اما با قدرت گرفتن حرکت برای سوسیالیسم (بولیوی) و با انتخاب لوئیس آرسه به قدرت بازگشت.
وی در سال ۲۰۲۱، به اتهام «فتنه» و «تروریسم» کودتا برای دستیابی به قدرت، دستگیر و در بازداشت موقت قرار گرفت. وی در یازده ژوئن ۲۰۲۲ به ده سال زندان محکوم شد.